# Wojewodowie malborscy

## Wojewodowiewojewództwa malborskiegowKrólestwie PolskimiI Rzeczypospolitej
| Monarcha                                                             | #  | Wojewoda                                            | Portret | Herb     | Lata sprawowania urzedu                               | Lata życia                             |
| -------------------------------------------------------------------- | -- | --------------------------------------------------- | ------- | -------- | ----------------------------------------------------- | -------------------------------------- |
| Kazimierz IV Jagiellończyk                                           | 1  | Gabriel Bażyński niem. Gabriel von Baysen           |         | Achinger | 21 kwietnia 1454 – grudzień 1454                      | zm. 15 czerwca 1474                    |
| Kazimierz IV Jagiellończyk                                           | 2  | Otto Machwicz Otton Machowicz                       |         |          | 6 lipca 1457 – 19 maja 1467                           | zm. przed 7 stycznia 1478              |
| Kazimierz IV Jagiellończyk                                           | 3  | Ścibor Bażyński niem. Stibor von Baysen             |         |          | 19 maja 1467 – 4 kwietnia 1480                        | zm. przed 27 lipca 1480                |
| Kazimierz IV Jagiellończyk/ Jan I Olbracht                           | 4  | Mikołaj Bażyński niem Nicolaus von Baysen           |         |          | 25 października 1480 – 27 marca 1503                  | zm. 27 marca 1503                      |
| Aleksander I Jagiellończyk/ Zygmunt I Stary                          | 5  | Maciej Raba z Waplewa                               |         |          | 19 lipca 1503 - 17 września 1510                      | zm. przed 7 maja 1510                  |
| Zygmunt I Stary                                                      | 6  | Jerzy Bażyński niem. Georg von Baysen               |         |          | 1 sierpnia 1511/1 kwietnia 1512 – pocz. kwietnia 1546 | zm. pocz. kwietnia 1546                |
| Zygmunt I Stary/ Zygmunt II August                                   | 7  | Achacy Czema niem. Achaz von Zehmen/Cema von Zehmen |         |          | ok. 25 marca 1546 – 24 maja 1565                      | ok. 1485 - 24 maja 1565, Królewiec     |
| Zygmunt II August/ Henryk III Walezy/ Stefan Batotry                 | 8  | Fabian Czema                                        |         |          | 4 stycznia 1566 – krótko przed 3 marca 1580           | zm. krótko przed 3 marca 1580          |
| Stefan Batory/ Zygmunt III Waza                                      | 9  | Fabian Czema                                        |         |          | 1581 – 22 sierpnia 1605                               | 1539/1540 - 22 sierpnia 1605           |
| Zygmunt III Waza                                                     | 10 | Jerzy Kostka                                        |         |          | jesień 1605 - 18 maja 1611                            | zm. 19 maja 1611                       |
| Zygmunt III Waza                                                     | 11 | Stanisław Działyński                                |         |          | 1611 – 26 września 1615                               | po 1547 - w grudniu 1617               |
| Zygmunt III Waza                                                     | 12 | Jan Jakub Wejher                                    |         |          | konie 1615 – 19 stycznia 1618                         | 1580 - 14 stycznia 1626                |
| Zygmunt III Waza                                                     | 13 | Stanisław Konarski                                  |         |          | 6 lutego 1618 – koniec 1625                           | zm. koniec 1625                        |
| Zygmunt III Waza                                                     | 14 | Samuel Żaliński                                     |         |          | 3 listopada 1625 – 6 października 1629                | zm. 6 października 1629                |
| Zygmunt III Waza/ Władysław IV Waza                                  | 15 | Samuel Konarski                                     |         |          | 30 listopada 1629 – 30 września 1641                  | zm. 30 września 1641                   |
| Władysław IV Waza                                                    | 16 | Mikołaj Wejher                                      |         |          | 11 października 1641 - 20 maja 1643                   | zm. 9 lutego 1647                      |
| Władysław IV Waza/ Jan II Kazimierz Waza                             | 17 | Jakub Wejher                                        |         |          | 20 maja 1643 - 21 lutego 1657                         | 1609 - 21 lutego 1657                  |
| Jan II Kazimierz Waza/ Michał Korybut Wiśniowiecki/ Jan III Sobieski | 18 | Stanisław Działyński                                |         |          | 30 marca 1657 – 26 czerwca 1677                       | zm. 26 czerwca 1677, Grudziądz         |
| Jan III Sobieski                                                     | 19 | Jan Ignacy Bąkowski                                 |         |          | 18 sierpnia 1677 – 15 grudnia 1679                    | ok. 1615 - 15 grudnia 1679, Gdańsk     |
| Jan III Sobieski                                                     | 20 | Jan Krzysztof Gniński Jan Chryzostom Gniński        |         |          | 20 października 1680 - 3 marca 1681                   | ok. 1620 - 1685                        |
| Jan III Sobieski                                                     | 21 | Franciszek Jan Bieliński                            |         |          | 21 czerwca 1681 – 24 kwietnia 1685                    | ok. 1630 - przed 4 maja 1685, Warszawa |
| Jan III Sobieski                                                     | 22 | Ernest Denhoff                                      |         |          | 4 maja 1685 – 12 sierpnia 1693                        | ok. 1630 - 12 sierpnia 1693            |
| Jan III Sobieski                                                     | 23 | Władysław Stanisław Łoś                             |         |          | styczeń 1694 - 10 marca 1694                          | zm. 10 marca 1694, Warszawa            |
| August II Mocny                                                      | 24 | Jan Jerzy Przebendowski                             |         |          | 17 września 1697 - 9 lutego 1703                      | 1 listopada 1638 - 24 lutego 1729      |
| August II Mocny/ Stanisław Leszczyński/ August II Mocny              | 25 | Piotr Ernest Kczewski                               |         |          | 9 lutego 1703 - 20 listopada 1722                     | zm. 20 listopada 1722                  |
| August II Mocny/ Stanisław Leszczyński/ August III Sas               | 26 | Piotr Jerzy Przebendowski                           |         |          | 21 listopada 1722 - 29 maja 1755                      | ok. 1674 - 29 maja 1755                |
| August III Sas                                                       | 27 | Jakub Działyński                                    |         |          | 27 maja 1755 - 20 grudnia 1756                        | 1709 - 20 grudnia 1756, Działyń        |
| August III Sas/ Stanisław August Poniatowski                         | 28 | Michał Augustyn Czapski                             |         |          | 31 grudnia 1756 - 1772                                | 1702 - 25 października 1796            |

## Wicewojewodowie województwa malborskiego w I Rzeczypospolitej
| Monarcha                                               | #  | Wicewojewoda               | Portret | Herb | Lata sprawowania urzedu                      | Lata życia                |
| ------------------------------------------------------ | -- | -------------------------- | ------- | ---- | -------------------------------------------- | ------------------------- |
| Zygmunt III Waza                                       | 1  | Andrzej Bąkowski           |         |      | 1609                                         |                           |
| Zygmunt III Waza                                       | 2  | Krzysztof Milewski         |         |      | 9 marca 1616                                 |                           |
| Władysław IV Waza                                      | 3  | Jerzy Pieczewski           |         |      | 7 czerwca 1633 - 6 czerwca 1641              |                           |
| Władysław IV Waza/ Jan II Kazimierz Waza               | 4  | Jan Gołocki                |         |      | maj 1644 - 15 września 1650                  |                           |
| Jan II Kazimierz Waza                                  | 5  | Adrian Kitnowski           |         |      | 14 stycznia 1654 - 23 listopad 1655          |                           |
| Jan II Kazimierz Waza                                  | 6  | Michał Ciecholewski        |         |      | 10 lipca 1658 - 21 października 1658         |                           |
| Jan II Kazimierz Waza/ Michał Korybut Wiśniowiecki     | 7  | Jakub Swaracki             |         |      | 26 kwietnia 1661 - 1 maja 1674               |                           |
| Jan III Sobieski                                       | 8  | Adrian Kitnowski           |         |      | 1676 - 18 września 1684                      |                           |
| Jan III Sobieski/ August II Mocny                      | 9  | Jan Kazimierz Kalkstein    |         |      | 20 listopada 1685 - 27 czerwca 1702          |                           |
| August II Mocny                                        | 10 | Michał Szeliski            |         |      | 7 stycznia 1710 - 28 stycznia 1724           |                           |
| August II Mocny                                        | 11 | Jan Teodor Kalkstein       |         |      | 11 października 1728 - przed 7 września 1729 | zm. przed 7 września 1729 |
| August II Mocny                                        | 12 | Tomasz Grąbczewski         |         |      | 7 września 1729 - ok. 1730                   | zm. 1758                  |
| August II Mocny/ Stanisław Leszczyński/ August III Sas | 13 | Teodor Bagniewski          |         |      | 7 lutego 1731 - przed 7 lipca 1739           | zm. przed 7 lipca 1739    |
| August III Sas                                         | 14 | Fabian Pawłowski           |         |      | 7 lipca 1739 - 20 stycznia 1744              | zm. 20 stycznia 1744      |
| August III Sas                                         | 15 | Michał Jan Nepomucen Leski |         |      | 9 czerwca 1744 - 10 października 1759        | zm. 10 października 1759  |
| Stanisław August Poniatowski                           | 16 | Antoni Lewad-Górski        |         |      | 5 września 1766 - 1772/1774                  |                           |